# CoffeeScript
CoffeeScript je programovací jazyk, který se překládá do JavaScriptu. Je navržen tak, aby zjednodušil psaní kódu a umožnil vývojářům psát čitelnější a stručnější JavaScript. CoffeeScript odstranil některé méně intuitivní prvky JavaScriptu a zjednodušil jeho syntaxi, přičemž zachovává všechny výhody tohoto jazyka. Výstupní kód je přeložen přímo do JavaScriptu, bez nutnosti dalšího zpracování při běhu aplikace.
CoffeeScript umožňuje vývojářům používat stávající knihovny a nástroje JavaScriptu beze změn, jelikož přeložený kód zůstává plně kompatibilní. Jeho cílem je vystavit „dobré části“ JavaScriptu v přístupnější a čitelnější podobě, což usnadňuje práci vývojářům. První verze CoffeeScriptu byla vydána v roce 2009 a od té doby se stal oblíbeným nástrojem pro psaní kódu v JavaScriptu.